# Pappophorum caespitosum
Pappophorum caespitosum är en gräsart som beskrevs av Robert Elias Fries. Pappophorum caespitosum ingår i släktet Pappophorum och familjen gräs. Inga underarter finns listade i Catalogue of Life.